# Marian Dienstl-Dąbrowa
Marian Karol Dienstl-Dąbrowa (ur. 1 marca 1882 w Przemyślu, zm. 30 stycznia 1957 w Warszawie) – polski dziennikarz, publicysta, redaktor, podpułkownik piechoty Wojska Polskiego.

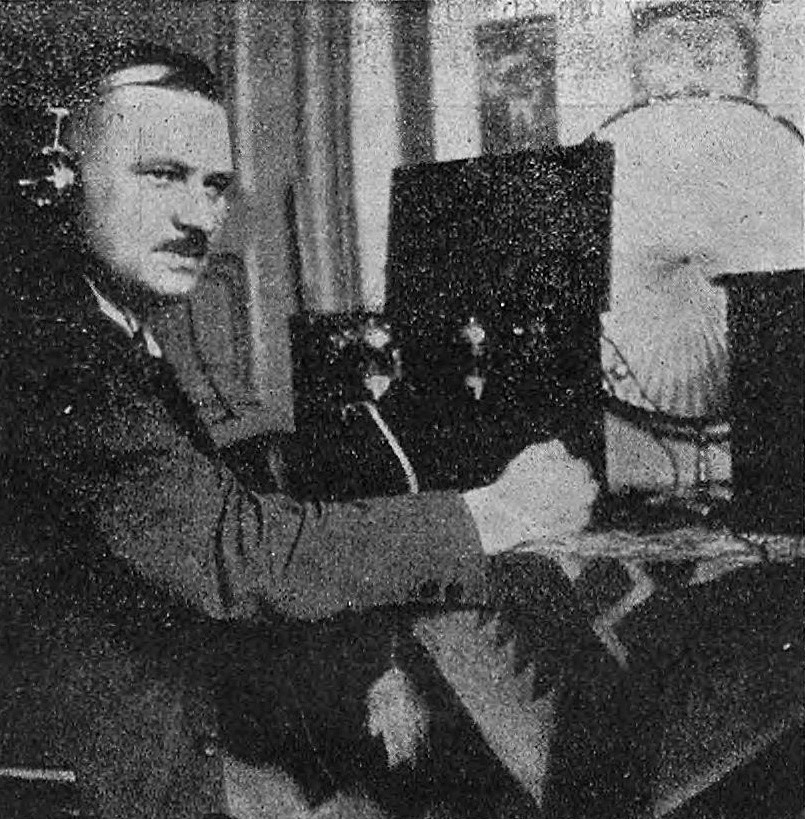
Marian Dienstl-Dąbrowa przy radiostacji (1924)

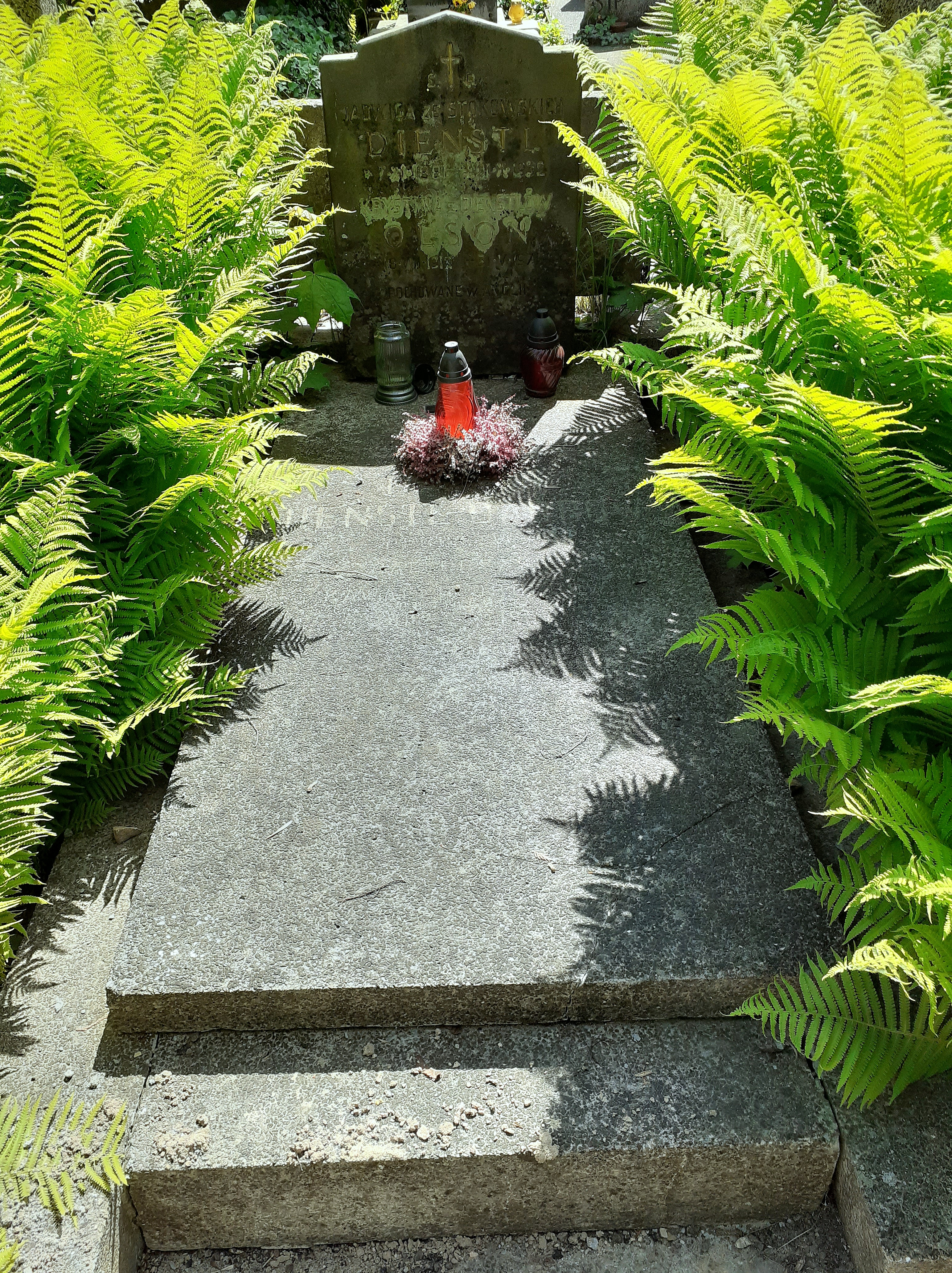
Grobowiec rodzinny Mariana Dienstla-Dąbrowy

## Życiorys
Marian Karol Dienstl urodził się 1 marca 1882 w Przemyślu. Pochodził ze Stryja. Był synem Stanisława (restaurator kolejowy w Stryju, właściciel realności w tym mieście) i Marii z Bażanów. W 1901 ukończył C. K. Gimnazjum w Sanoku (w jego klasie byli m.in.: Franciszek Jun, Roman Saphier, Samuel Seelenfreund) i zdał maturę. Następnie studiował filologię i historię sztuki w Monachium, Florencji i Paryżu. W 1909 przyjechał do Warszawy i został współpracownikiem pism „Dzień” i „Świat”, współredagował „Złoty Róg” oraz „Wieś i Dwór”. Założył jeden z pierwszych w Polsce artystycznych teatrów lalek „Teatr Kukiełek” (inauguracja: 11 grudnia 1910). 6 stycznia 1912 władze rosyjskie zamknęły teatr po wystawieniu Szopki Or-Ota.
Był oficerem c. k. Obrony Krajowej. Został awansowany na stopień podporucznika z dniem 1 stycznia 1908. Do ok. 1913 był przydzielony do 16 pułku piechoty Obrony Krajowej. Podczas I wojny światowej formalnie pozostawał w ewidencji Obrony Krajowej do ok. 1918. Został wzięty do niewoli rosyjskiej, przebywał w Ufie i Bugulinie. W 1917 przedostał się do Moskwy, gdzie współpracował z gazetą „Głos Polski”, był prezesem Towarzystwa Dziennikarzy i Literatów w Moskwie. W maju 1918 przedostał się do Murmańska, tam wstąpił do armii polskiej i razem z nią przez Anglię ewakuował się do Francji. Gdy znalazł się w sztabie gen. Józefa Hallera został mianowany członkiem polskiej misji wojskowej we Włoszech a jego zadaniem było prowadzenie werbunku do Armii Błękitnej. 7 listopada 1918 objął komendę obozu Santa Maria Capua Vetere i Casagiove w okolicach Neapolu. 11 listopada 1918 przejął dowództwo nad drugim obozem zlokalizowanym w La Mandria di Chivasso pod Turynem. W Turynie, w latach 1918–1919, wydawał czasopismo „Żołnierz Polski we Włoszech”. W okresie formowania Armii gen. Hallera kierował urzędem propagandy tejże. Po powrocie do kraju pełnił służbę między innymi na stanowisku szefa Wydziału Kulturalno-Oświatowego Dowództwa Frontu Pomorskiego w Toruniu. W latach 1920–1922 był redaktorem miesięcznika „Straż nad Wisłą”, wydawnictwa Wydziału Kulturalno-Oświatowego Dowództwa Frontu Pomorskiego, którego pierwszy numer ukazał się w marcu 1920. W 1920 w czasie wojny polsko-bolszewickiej służył w Armii Ochotniczej. Pozostawał wówczas nadal szefem Wydziału Propagandy przy Armii Ochotniczej. W tym czasie prowadzono intensywną działalność kulturalno-wydawniczą wśród żołnierzy. W jednym tylko miesiącu sierpniu 1920 z ramienia II Oddziału Generalnego Inspektoratu Armii Ochotniczej wydano 1 500 000 egzemplarzy druków, drukowano odezwy, afisze, kilkaset korespondencji z miejsc walk, a także organizowano wiece i przedstawienia. Do pracy w urzędzie przy ppłk. Dienstlu w zaangażowali się znani literaci i artyści (m.in. Stefan Żeromski, Kornel Makuszyński, Włodzimierz Perzyński, Władysław Buchner).
Formalnie Dienstl został przyjęty do Wojska Polskiego 20 września 1920 z zatwierdzeniem stopnia podpułkownika nadanego przez Komisję Weryfikacyjną (został awansowany do tego stopnia ze starszeństwem z dniem 1 czerwca 1919), powołany do służby czynnej i przydzielony do Dowództwa Okręgu Generalnego „Pomorze”. W stopniu podpułkownika rezerwy piechoty został zatwierdzony ze starszeństwem z dniem 1 czerwca 1919. W 1923, 1924 był oficerem rezerwy 13 pułku piechoty w Pułtusku. 20 czerwca 1927 został wybrany do zarządu Związku Oficerów Rezerwy RP.
Na zaproszenie prezydenta Mariana Cynarskiego przybył do Łodzi i objął stanowisko dyrektora Miejskiej Galerii Sztuki w Parku im. H. Sienkiewicza (piastował stanowisko od 1924 do 1930). Tu zainicjował publiczne słuchanie radia (jesienią 1924 otwarto własną radiostację), kupił w tym celu jeden z pierwszych w Łodzi odbiorników radiowych lampowych. W okresie międzywojennym współpracował z „Rzeczpospolitą” (1920–23), a po przeniesieniu się do Krakowa współredagował czasopismo „Światowid” (1935–1939). W czasopiśmie „Zwierciadło Dziesięciu Muz” (1924) drukował felietony XI Muza.
W 1934, jako oficer pospolitego ruszenia, pozostawał w ewidencji Powiatowej Komendy Uzupełnień Warszawa Miasto III z przydziałem do Oficerskiej Kadry Okręgowej Nr I. Był wówczas zweryfikowany z lokatą 17 w Korpusie Oficerów Piechoty i „przewidziany do użycia w czasie wojny”. Przed wyborami do Rady Miasta Krakowa z 1938 został członkiem komitetu Polskiego Bloku Katolickiego.
W czasie II wojny światowej przebywał w Anglii, działając na rzecz organizacji armii polskiej na Zachodzie. Po powrocie do kraju zamieszczał felietony w „Słowie Powszechnym”.
Zmarł 30 stycznia 1957 w Warszawie. Pochowany 4 lutego 1957 na cmentarzu Bródnowskim. Jego grób znajduje się na Cmentarzu Wojskowym na Powązkach (kwatera C15-1-8).

## Ordery i odznaczenia
- Złoty Krzyż Zasługi (5 lipca 1939)[26]
- Honorowa odznaka pamiątkowa 10 Pułku Strzelców Konnych (1936)[27]